# Braunschweiger Turn- und Sportverein Eintracht von 1895 1964-1965
Questa voce raccoglie le informazioni riguardanti il Braunschweiger Turn- und Sportverein Eintracht von 1895 nelle competizioni ufficiali della stagione 1964-1965.

## Stagione
Nella stagione 1964-1965 l'Eintracht Braunschweig, allenato da Helmuth Johannsen, concluse il campionato di Bundesliga al 9º posto. In Coppa di Germania l'Eintracht Braunschweig fu eliminato ai quarti di finale dal Borussia Dortmund.

## Rosa
| N. |                     | Ruolo | Calciatore       |
| -- | ------------------- | ----- | ---------------- |
|    | Germania (bandiera) | P     | Hans Jäcker      |
|    | Germania (bandiera) | P     | Horst Wolter     |
|    | Germania (bandiera) | D     | Joachim Bäse     |
|    | Germania (bandiera) | D     | Wolfgang Brase   |
|    | Germania (bandiera) | D     | Günter Busse     |
|    | Germania (bandiera) | D     | Peter Kaack      |
|    | Germania (bandiera) | D     | Klaus Meyer      |
|    | Germania (bandiera) | D     | Ernst Saalfrank  |
|    | Germania (bandiera) | D     | Walter Schmidt   |
|    | Turchia (bandiera)  | D     | Aykut Ünyazici   |
|    | Germania (bandiera) | D     | Wolfgang Wolfram |

| N. |                     | Ruolo | Calciatore      |
| -- | ------------------- | ----- | --------------- |
|    | Germania (bandiera) | C     | Dieter Krafczyk |
|    | Germania (bandiera) | A     | Hans-Georg Dulz |
|    | Germania (bandiera) | A     | Klaus Gerwien   |
|    | Germania (bandiera) | A     | Helmut Hosung   |
|    | Germania (bandiera) | A     | Erich Maas      |
|    | Germania (bandiera) | A     | Jürgen Moll     |
|    | Germania (bandiera) | A     | Fichte Schrader |
|    | Germania (bandiera) | A     | Lothar Ulsaß    |
|    | Germania (bandiera) | A     | Lothar Weschke  |
|    | Germania (bandiera) | A     | Manfred Wuttich |

## Organigramma societario
Area tecnica
- Allenatore: Helmuth Johannsen
- Allenatore in seconda: Heinz Patzig
- Preparatore dei portieri:
- Preparatori atletici:

## Calciomercato

### Sessione estiva
| Acquisti | Acquisti        | Acquisti         | Acquisti |
| R.       | Nome            | da               | Modalità |
| -------- | --------------- | ---------------- | -------- |
| C        | Dieter Krafczyk | Saarbrücken      |          |
| A        | Erich Maas      | Saarbrücken      |          |
| A        | Lothar Ulsaß    | Arminia Hannover |          |

| Cessioni | Cessioni | Cessioni | Cessioni |
| R.       | Nome     | a        | Modalità |
| -------- | -------- | -------- | -------- |

## Risultati

### Bundesliga

#### Girone di andata
| Arbitro: | Deuschel |

|          |           |                  |
| Moll 16’ | Marcatori | 55’ Brunnenmeier |

| Arbitro: | Weyland |

|                                                              |           |          |
| Hänel 10’ Piontek 23’ Schütz 25’ Zebrowski 58’ Matischak 74’ | Marcatori | 30’ Moll |

| Arbitro: | Treichel |

|  |           |             |
|  | Marcatori | 13’ Schmidt |

| Arbitro: | Fischer |

|  |           |                                |
|  | Marcatori | 42’ Hosung 51’ Ulsaß 83’ Brase |

| Arbitro: | Malka |

|           |           |  |
| Ulsaß 80’ | Marcatori |  |

| Arbitro: | Fritz |

|                  |           |                    |
| Rodekamp 3’, 80’ | Marcatori | 20’ Dulz 53’ Ulsaß |

| Arbitro: | Seiler |

|                                       |           |           |
| Müller 20’, 62’, 75’, 83’ Thielen 49’ | Marcatori | 38’ Ulsaß |

| Arbitro: | Sparing |

|  |           |               |
|  | Marcatori | 73’ Konietzka |

| Arbitro: | Ott |

|                                           |           |                        |
| Reisch 55’ (rig.) Allemann 74’ Strehl 81’ | Marcatori | 32’ Wuttich 33’ Hosung |

| Arbitro: | Tschenscher |

|                  |           |  |
| Wuttich 26’, 37’ | Marcatori |  |

| Arbitro: | Niemeyer |

|                                  |           |             |
| Pfisterer 21’, 82’ Entenmann 25’ | Marcatori | 11’ Wuttich |

| Arbitro: | Mathieu |

|              |           |              |
| Krafczyk 61’ | Marcatori | 31’ Krampitz |

| Arbitro: | Hoffmann |

|                               |           |  |
| Ulsaß 11’ (rig.) Krafczyk 53’ | Marcatori |  |

| Arbitro: | Wieser |

|                       |           |                       |
| Stinka 45’ Blusch 52’ | Marcatori | 54’ Ulsaß 60’ Gerwien |

| Arbitro: | Malka |

|                                |           |  |
| Moll 29’ Gerwien 57’ Ulsaß 82’ | Marcatori |  |

#### Girone di ritorno
| Arbitro: | Deuschel |

|                              |           |  |
| Luttrop 68’ Brunnenmeier 86’ | Marcatori |  |

| Arbitro: | Baumgärtel |

|              |           |               |
| Krafczyk 37’ | Marcatori | 90’ Zebrowski |

| Arbitro: | Handwerker |

|                         |           |  |
| Tagliari 82’ Krämer 90’ | Marcatori |  |

| Arbitro: | Fritz |

|              |           |                        |
| Krafczyk 10’ | Marcatori | 8’ Gerhardt 85’ Libuda |

| Neunkirchen 30 gennaio 1965, ore 15:00 CET 20ª giornata | Borussia Neunkirchen | 0 – 0 referto | Eintracht Braunschweig | Ellenfeldstadion (18 000 spett.)\| Arbitro: \| Jacobi \| |
| Arbitro:                                                | Jacobi               |               |                        |                                                          |

| Arbitro: | Hennig |

|                       |           |                   |
| Maas 30’ Krafczyk 34’ | Marcatori | 8’ Nix 64’ Gräber |

| Arbitro: | Mathieu |

|              |           |                     |
| Krafczyk 28’ | Marcatori | 37’ (rig.) Benthaus |

| Arbitro: | Riegg |

|                                                                 |           |                                         |
| Brungs 9’ Emmerich 57’ Konietzka 69’, 86’ Straschitz 72’ (rig.) | Marcatori | 30’ Maas 52’, 67’ (rig.) Ulsaß 62’ Moll |

| Arbitro: | Weyland |

|          |           |  |
| Moll 79’ | Marcatori |  |

| Arbitro: | Baumgärtel |

|  |           |           |
|  | Marcatori | 88’ Ulsaß |

| Arbitro: | Fritz |

|                    |           |          |
| Ulsaß 18’ Bäse 72’ | Marcatori | 33’ Weiß |

| Arbitro: | Malka |

|  |           |                               |
|  | Marcatori | 47’ Gerwien 78’ Maas 88’ Moll |

| Arbitro: | Tschenscher |

|                       |           |          |
| Richter 48’ Prins 70’ | Marcatori | 84’ Dulz |

| Arbitro: | Thier |

|                                       |           |                  |
| Gerwien 33’ Ulsaß 55’ (rig.) Moll 76’ | Marcatori | 37’, 88’ Lechner |

| Arbitro: | Ott |

|                                                 |           |  |
| Wild 75’ (rig.) Cieslarczyk 82’ Witlatschil 84’ | Marcatori |  |

### Coppa di Germania
| Arbitro: | Fischer |

|                |           |                                             |
| Altendorff 53’ | Marcatori | 10’ Moll 38’ Bäse 49’, 57’ Wuttich 64’ Dulz |

| Arbitro: | Heumann |

|  |           |           |
|  | Marcatori | 19’ Ulsaß |

| Arbitro: | Jacobi |

|  |           |                   |
|  | Marcatori | 21’, 87’ Emmerich |

## Statistiche

### Statistiche di squadra
| Competizione      | Punti | In casa | In casa | In casa | In casa | In casa | In casa | In trasferta | In trasferta | In trasferta | In trasferta | In trasferta | In trasferta | Totale | Totale | Totale | Totale | Totale | Totale | DR |
| Competizione      | Punti | G       | V       | N       | P       | Gf      | Gs      | G            | V            | N            | P            | Gf           | Gs           | G      | V      | N      | P      | Gf     | Gs     | DR |
| ----------------- | ----- | ------- | ------- | ------- | ------- | ------- | ------- | ------------ | ------------ | ------------ | ------------ | ------------ | ------------ | ------ | ------ | ------ | ------ | ------ | ------ | -- |
| Bundesliga        | 28    | 15      | 7       | 5       | 3       | 21      | 13      | 15           | 3            | 3            | 9            | 21           | 34           | 30     | 10     | 8      | 12     | 42     | 47     | -5 |
| Coppa di Germania | -     | 1       | 0       | 0       | 1       | 0       | 2       | 2            | 2            | 0            | 0            | 6            | 1            | 3      | 2      | 0      | 1      | 6      | 3      | +3 |
| Totale            | 28    | 16      | 7       | 5       | 4       | 21      | 15      | 17           | 5            | 3            | 9            | 27           | 35           | 33     | 12     | 8      | 13     | 48     | 50     | -2 |

### Andamento in campionato
| Giornata  | 1  | 2  | 3  | 4  | 5  | 6  | 7  | 8  | 9  | 10 | 11 | 12 | 13 | 14 | 15 | 16 | 17 | 18 | 19 | 20 | 21 | 22 | 23 | 24 | 25 | 26 | 27 | 28 | 29 | 30 |
| --------- | -- | -- | -- | -- | -- | -- | -- | -- | -- | -- | -- | -- | -- | -- | -- | -- | -- | -- | -- | -- | -- | -- | -- | -- | -- | -- | -- | -- | -- | -- |
| Luogo     | C  | T  | C  | T  | C  | T  | T  | C  | T  | C  | T  | C  | C  | T  | C  | T  | C  | T  | C  | T  | C  | C  | T  | C  | T  | C  | T  | T  | C  | T  |
| Risultato | N  | P  | P  | V  | V  | N  | P  | P  | P  | V  | P  | N  | V  | N  | V  | P  | N  | P  | P  | N  | N  | N  | P  | V  | V  | V  | V  | P  | V  | P  |
| Posizione | 10 | 14 | 15 | 13 | 11 | 12 | 13 | 13 | 14 | 11 | 15 | 15 | 13 | 14 | 11 | 12 | 11 | 12 | 13 | 13 | 12 | 12 | 13 | 12 | 11 | 10 | 9  | 11 | 9  | 9  |

Legenda:

Luogo: C = Casa; T = Trasferta. Risultato: V = Vittoria; N = Pareggio; P = Sconfitta.

### Statistiche dei giocatori
| Giocatore    | Bundesliga | Bundesliga | Bundesliga  | Bundesliga | Coppa di Germania | Coppa di Germania | Coppa di Germania | Coppa di Germania | Totale   | Totale | Totale      | Totale     |
| Giocatore    | Presenze   | Reti       | Ammonizioni | Espulsioni | Presenze          | Reti              | Ammonizioni       | Espulsioni        | Presenze | Reti   | Ammonizioni | Espulsioni |
| ------------ | ---------- | ---------- | ----------- | ---------- | ----------------- | ----------------- | ----------------- | ----------------- | -------- | ------ | ----------- | ---------- |
| W. Brase     | 30         | 1          | 0           | 0          | 3                 | 0                 | 0                 | 0                 | 33       | 1      | 0           | 0          |
| G. Busse     | 0          | 0          | 0           | 0          | 0                 | 0                 | 0                 | 0                 | 0        | 0      | 0           | 0          |
| J. Bäse      | 24         | 1          | 0           | 0          | 2                 | 1                 | 0                 | 0                 | 26       | 2      | 0           | 0          |
| H. Dulz      | 14         | 2          | 0           | 0          | 3                 | 1                 | 0                 | 0                 | 17       | 3      | 0           | 0          |
| K. Gerwien   | 18         | 4          | 0           | 0          | 1                 | 0                 | 0                 | 0                 | 19       | 4      | 0           | 0          |
| H. Hosung    | 9          | 2          | 0           | 0          | 2                 | 0                 | 0                 | 0                 | 11       | 2      | 0           | 0          |
| H. Jäcker    | 23         | 0          | 0           | 0          | 3                 | 0                 | 0                 | 0                 | 26       | 0      | 0           | 0          |
| P. Kaack     | 30         | 0          | 0           | 0          | 2                 | 0                 | 0                 | 0                 | 32       | 0      | 0           | 0          |
| D. Krafczyk  | 23         | 6          | 0           | 0          | 3                 | 0                 | 0                 | 0                 | 26       | 6      | 0           | 0          |
| E. Maas      | 29         | 3          | 0           | 0          | 2                 | 0                 | 0                 | 0                 | 31       | 3      | 0           | 0          |
| K. Meyer     | 29         | 0          | 0           | 0          | 3                 | 0                 | 0                 | 0                 | 32       | 0      | 0           | 0          |
| J. Moll      | 25         | 7          | 0           | 0          | 2                 | 1                 | 0                 | 0                 | 27       | 8      | 0           | 0          |
| E. Saalfrank | 1          | 0          | 0           | 0          | 0                 | 0                 | 0                 | 0                 | 1        | 0      | 0           | 0          |
| W. Schmidt   | 30         | 0          | 0           | 0          | 3                 | 0                 | 0                 | 0                 | 33       | 0      | 0           | 0          |
| F. Schrader  | 0          | 0          | 0           | 0          | 0                 | 0                 | 0                 | 0                 | 0        | 0      | 0           | 0          |
| L. Ulsaß     | 30         | 12         | 0           | 0          | 2                 | 1                 | 0                 | 0                 | 32       | 13     | 0           | 0          |
| L. Weschke   | 0          | 0          | 0           | 0          | 0                 | 0                 | 0                 | 0                 | 0        | 0      | 0           | 0          |
| W. Wolfram   | 0          | 0          | 0           | 0          | 0                 | 0                 | 0                 | 0                 | 0        | 0      | 0           | 0          |
| H. Wolter    | 7          | 0          | 0           | 0          | 0                 | 0                 | 0                 | 0                 | 7        | 0      | 0           | 0          |
| M. Wuttich   | 7          | 4          | 0           | 0          | 2                 | 2                 | 0                 | 0                 | 9        | 6      | 0           | 0          |
| A. Ünyazici  | 1          | 0          | 0           | 0          | 0                 | 0                 | 0                 | 0                 | 1        | 0      | 0           | 0          |